# Eleições autárquicas de 2021 em Cascais
As eleições autárquicas de 2021, no concelho de Cascais, serviram para eleger os diferentes membros do poder local autárquico.
A coligação PSD/CDS, encabeçada pelo presidente em funções Carlos Carreiras, voltou a vencer as eleições em Cascais com resultado superior aos 50% dos votos e conseguir eleger 7 dos 11 vereadores em disputa.
O Partido Socialista, que concorreu coligado com o Pessoas–Animais–Natureza e o LIVRE, ficou-se pelos 21,6% dos votos e 3 vereadores, um resultado muito abaixo dos 29% obtidos pelos socialistas em 2017.
Por fim, o Chega conseguiu eleger 1 vereador ao conseguir 7,4% dos votos, enquanto que a Coligação Democrática Unitária perder o vereador que tinha até à data, a primeira vez que tal acontece.

## Candidatos
| Lista | Lista                          | Candidato                 |
| ----- | ------------------------------ | ------------------------- |
|       | PSD-CDS                        | Carlos Carreiras          |
|       | PS-PAN-L                       | Alexandre Faria           |
|       | Coligação Democrática Unitária | Clemente Alves            |
|       | Bloco de Esquerda              | Luís Salgado              |
|       | CHEGA                          | João Rodrigues dos Santos |
|       | Iniciativa Liberal             | Miguel Barros             |
|       | NC-PPM                         | João Sande e Castro       |

## Resultados Oficiais
Os resultados para os diferentes órgãos do poder local do concelho de Cascais foram os seguintes:

### Câmara Municipal
| Partido                 | Partido                        | Votos   | %               | +/-  | Vereadores | +/-     |
| ----------------------- | ------------------------------ | ------- | --------------- | ---- | ---------- | ------- |
|                         | PSD-CDS                        | 41 962  | 52,55 / 100,00  | 6,61 | 7 / 11     | 1       |
|                         | PS-PAN-L                       | 17 265  | 21,62 / 100,00  | -    | 3 / 11     | -       |
|                         | CHEGA                          | 5 927   | 7,42 / 100,00   | Novo | 1 / 11     | Novo    |
|                         | Coligação Democrática Unitária | 4 304   | 5,39 / 100,00   | 2,06 | 0 / 11     | 1       |
|                         | Iniciativa Liberal             | 3 468   | 4,34 / 100,00   | Novo | 0 / 11     | Novo    |
|                         | Bloco de Esquerda              | 2 919   | 3,66 / 100,00   | 1,59 | 0 / 11     | Estável |
|                         | NC-PPM                         | 1 471   | 1,84 / 100,00   | Novo | 0 / 11     | Novo    |
| Votos Inválidos         | Votos Inválidos                | 2 542   | 3,18 / 100,00   | 1,83 |            |         |
| Total                   | Total                          | 79 858  | 100,00 / 100,00 |      | 11 / 11    |         |
| Eleitorado/Participação | Eleitorado/Participação        | 179 237 | 44,55 / 100,00  | 1,01 |            |         |

### Assembleia Municipal
| Partido                 | Partido                        | Votos   | %               | +/-  | Deputados | +/-  |
| ----------------------- | ------------------------------ | ------- | --------------- | ---- | --------- | ---- |
|                         | PSD-CDS                        | 37 640  | 47,13 / 100,00  | 4,01 | 18 / 33   | 2    |
|                         | PS-PAN-L                       | 18 465  | 23,12 / 100,00  | -    | 8 / 33    | -    |
|                         | CHEGA                          | 6 576   | 8,23 / 100,00   | Novo | 3 / 33    | Novo |
|                         | Coligação Democrática Unitária | 4 981   | 6,24 / 100,00   | 1,83 | 2 / 33    | 1    |
|                         | Iniciativa Liberal             | 4 095   | 5,13 / 100,00   | Novo | 1 / 33    | Novo |
|                         | Bloco de Esquerda              | 3 779   | 4,73 / 100,00   | 1,61 | 1 / 33    | 1    |
|                         | NC-PPM                         | 1 570   | 1,97 / 100,00   | Novo | 0 / 33    | Novo |
| Votos Inválidos         | Votos Inválidos                | 2 760   | 3,45 / 100,00   | 1,53 |           |      |
| Total                   | Total                          | 79 866  | 100,00 / 100,00 |      | 33 / 33   |      |
| Eleitorado/Participação | Eleitorado/Participação        | 179 237 | 44,56 / 100,00  | 1,12 |           |      |

### Juntas de Freguesia
| Partido                 | Partido                        | Votos   | %               | +/-  | Presidentes | +/-     | Mandatos | +/-  |
| ----------------------- | ------------------------------ | ------- | --------------- | ---- | ----------- | ------- | -------- | ---- |
|                         | PSD-CDS                        | 37 287  | 46,69 / 100,00  | 2,93 | 4 / 4       | 1       | 44 / 80  | 3    |
|                         | PS-PAN-L                       | 19 952  | 24,98 / 100,00  | -    | 0 / 4       | -       | 23 / 80  | -    |
|                         | CHEGA                          | 6 369   | 7,97 / 100,00   | Novo | 0 / 4       | Novo    | 5 / 80   | Novo |
|                         | Coligação Democrática Unitária | 4 997   | 6,26 / 100,00   | 2,23 | 0 / 4       | Estável | 4 / 80   | 2    |
|                         | Iniciativa Liberal             | 4 055   | 5,08 / 100,00   | Novo | 0 / 4       | Novo    | 2 / 80   | Novo |
|                         | Bloco de Esquerda              | 3 547   | 4,44 / 100,00   | 2,73 | 0 / 4       | Estável | 2 / 80   | 2    |
|                         | NC-PPM                         | 886     | 1,11 / 100,00   | Novo | 0 / 4       | Novo    | 0 / 80   | Novo |
| Votos Inválidos         | Votos Inválidos                | 2 770   | 3,47 / 100,00   | 2,23 |             |         |          |      |
| Total                   | Total                          | 79 863  | 100,00 / 100,00 |      | 4 / 4       |         | 80 / 80  |      |
| Eleitorado/Participação | Eleitorado/Participação        | 179 237 | 44,56 / 100,00  | 1,23 |             |         |          |      |

## Resultados por Freguesia

### Câmara Municipal
| Freguesia            | %        | %          | %    | %    | %    | %    | %       | Votantes |
| Freguesia            | PSD- CDS | PS- PAN- L | CH   | CDU  | IL   | BE   | NC- PPM | Votantes |
| -------------------- | -------- | ---------- | ---- | ---- | ---- | ---- | ------- | -------- |
| Freguesia            |          |            |      |      |      |      |         | Votantes |
| Alcabideche          | 55,71    | 20,62      | 7,48 | 4,69 | 3,21 | 2,98 | 2,06    | 15 141   |
| Carcavelos e Parede  | 48,89    | 24,55      | 6,41 | 5,64 | 5,35 | 4,43 | 1,31    | 18 796   |
| Cascais e Estoril    | 55,53    | 17,34      | 9,16 | 4,20 | 5,85 | 3,04 | 2,20    | 23 340   |
| São Domingos de Rana | 50,38    | 24,27      | 6,43 | 6,87 | 2,70 | 4,10 | 1,76    | 22 581   |
| Cascais              | 52,55    | 21,62      | 7,42 | 5,39 | 4,34 | 3,66 | 1,84    | 79 858   |

#### Alcabideche
| Partido                 | Partido                        | Votos  | %               | +/-  |
| ----------------------- | ------------------------------ | ------ | --------------- | ---- |
|                         | PSD-CDS                        | 8 435  | 55,71 / 100,00  | 8,71 |
|                         | PS-PAN-L                       | 3 122  | 20,62 / 100,00  | -    |
|                         | CHEGA                          | 1 132  | 7,48 / 100,00   | Novo |
|                         | Coligação Democrática Unitária | 710    | 4,69 / 100,00   | 2,30 |
|                         | Iniciativa Liberal             | 486    | 3,21 / 100,00   | Novo |
|                         | Bloco de Esquerda              | 451    | 2,98 / 100,00   | 1,55 |
|                         | NC-PPM                         | 312    | 2,06 / 100,00   | Novo |
| Votos Inválidos         | Votos Inválidos                | 493    | 3,26 / 100,00   | 1,75 |
| Total                   | Total                          | 15 141 | 100,00 / 100,00 |      |
| Eleitorado/Participação | Eleitorado/Participação        | 35 796 | 42,30 / 100,00  | 0,77 |

#### Carcavelos e Parede
| Partido                 | Partido                        | Votos  | %               | +/-  |
| ----------------------- | ------------------------------ | ------ | --------------- | ---- |
|                         | PSD-CDS                        | 9 190  | 48,89 / 100,00  | 7,81 |
|                         | PS-PAN-L                       | 4 614  | 24,55 / 100,00  | -    |
|                         | CHEGA                          | 1 205  | 6,41 / 100,00   | Novo |
|                         | Coligação Democrática Unitária | 1 061  | 5,64 / 100,00   | 1,71 |
|                         | Iniciativa Liberal             | 1 006  | 5,35 / 100,00   | Novo |
|                         | Bloco de Esquerda              | 832    | 4,43 / 100,00   | 1,46 |
|                         | NC-PPM                         | 247    | 1,31 / 100,00   | Novo |
| Votos Inválidos         | Votos Inválidos                | 641    | 3,41 / 100,00   | 1,87 |
| Total                   | Total                          | 18 796 | 100,00 / 100,00 |      |
| Eleitorado/Participação | Eleitorado/Participação        | 38 915 | 48,30 / 100,00  | 0,11 |

#### Cascais e Estoril
| Partido                 | Partido                        | Votos  | %               | +/-  |
| ----------------------- | ------------------------------ | ------ | --------------- | ---- |
|                         | PSD-CDS                        | 12 960 | 55,53 / 100,00  | 0,94 |
|                         | PS-PAN-L                       | 4 048  | 17,34 / 100,00  | -    |
|                         | CHEGA                          | 2 138  | 9,16 / 100,00   | Novo |
|                         | Iniciativa Liberal             | 1 366  | 5,85 / 100,00   | Novo |
|                         | Coligação Democrática Unitária | 981    | 4,20 / 100,00   | 1,53 |
|                         | Bloco de Esquerda              | 710    | 3,04 / 100,00   | 1,40 |
|                         | NC-PPM                         | 514    | 2,20 / 100,00   | Novo |
| Votos Inválidos         | Votos Inválidos                | 623    | 2,67 / 100,00   | 1,82 |
| Total                   | Total                          | 23 340 | 100,00 / 100,00 |      |
| Eleitorado/Participação | Eleitorado/Participação        | 55 142 | 42,33 / 100,00  | 1,32 |

#### São Domingos de Rana
| Partido                 | Partido                        | Votos  | %               | +/-   |
| ----------------------- | ------------------------------ | ------ | --------------- | ----- |
|                         | PSD-CDS                        | 11 377 | 50,38 / 100,00  | 11,11 |
|                         | PS-PAN-L                       | 5 481  | 24,27 / 100,00  | -     |
|                         | Coligação Democrática Unitária | 1 552  | 6,87 / 100,00   | 2,84  |
|                         | CHEGA                          | 1 452  | 6,43 / 100,00   | Novo  |
|                         | Bloco de Esquerda              | 926    | 4,10 / 100,00   | 1,92  |
|                         | Iniciativa Liberal             | 610    | 2,70 / 100,00   | Novo  |
|                         | NC-PPM                         | 398    | 1,76 / 100,00   | Novo  |
| Votos Inválidos         | Votos Inválidos                | 785    | 3,48 / 100,00   | 1,86  |
| Total                   | Total                          | 22 581 | 100,00 / 100,00 |       |
| Eleitorado/Participação | Eleitorado/Participação        | 49 384 | 45,73 / 100,00  | 1,58  |

### Assembleia Municipal
| Freguesia            | %        | %          | %    | %    | %    | %    | %       | Votantes |
| Freguesia            | PSD- CDS | PS- PAN- L | CH   | CDU  | IL   | BE   | NC- PPM | Votantes |
| -------------------- | -------- | ---------- | ---- | ---- | ---- | ---- | ------- | -------- |
| Freguesia            |          |            |      |      |      |      |         | Votantes |
| Alcabideche          | 51,18    | 21,92      | 8,24 | 5,38 | 3,76 | 3,71 | 2,21    | 15 141   |
| Carcavelos e Parede  | 43,36    | 25,63      | 7,15 | 6,77 | 6,33 | 5,71 | 1,52    | 18 802   |
| Cascais e Estoril    | 51,39    | 18,02      | 9,94 | 4,80 | 6,70 | 4,02 | 2,32    | 23 336   |
| São Domingos de Rana | 43,15    | 27,11      | 7,37 | 7,85 | 3,41 | 5,34 | 1,81    | 22 587   |
| Cascais              | 47,13    | 23,12      | 8,23 | 6,24 | 5,13 | 4,73 | 1,97    | 79 866   |

#### Alcabideche
| Partido                 | Partido                        | Votos  | %               | +/-  |
| ----------------------- | ------------------------------ | ------ | --------------- | ---- |
|                         | PSD-CDS                        | 7 749  | 51,18 / 100,00  | 7,13 |
|                         | PS-PAN-L                       | 3 319  | 21,92 / 100,00  | -    |
|                         | CHEGA                          | 1 247  | 8,24 / 100,00   | Novo |
|                         | Coligação Democrática Unitária | 815    | 5,38 / 100,00   | 2,14 |
|                         | Iniciativa Liberal             | 570    | 3,76 / 100,00   | Novo |
|                         | Bloco de Esquerda              | 562    | 3,71 / 100,00   | 1,75 |
|                         | NC-PPM                         | 335    | 2,21 / 100,00   | Novo |
| Votos Inválidos         | Votos Inválidos                | 544    | 3,59 / 100,00   | 1,35 |
| Total                   | Total                          | 15 141 | 100,00 / 100,00 |      |
| Eleitorado/Participação | Eleitorado/Participação        | 35 796 | 42,30 / 100,00  | 1,17 |

#### Carcavelos e Parede
| Partido                 | Partido                        | Votos  | %               | +/-  |
| ----------------------- | ------------------------------ | ------ | --------------- | ---- |
|                         | PSD-CDS                        | 8 152  | 43,36 / 100,00  | 4,00 |
|                         | PS-PAN-L                       | 4 819  | 25,63 / 100,00  | -    |
|                         | CHEGA                          | 1 345  | 7,15 / 100,00   | Novo |
|                         | Coligação Democrática Unitária | 1 272  | 6,77 / 100,00   | 1,20 |
|                         | Iniciativa Liberal             | 1 191  | 6,33 / 100,00   | Novo |
|                         | Bloco de Esquerda              | 1 073  | 5,71 / 100,00   | 1,57 |
|                         | NC-PPM                         | 285    | 1,52 / 100,00   | Novo |
| Votos Inválidos         | Votos Inválidos                | 665    | 3,54 / 100,00   | 1,76 |
| Total                   | Total                          | 18 802 | 100,00 / 100,00 |      |
| Eleitorado/Participação | Eleitorado/Participação        | 38 915 | 48,32 / 100,00  | 0,23 |

#### Cascais e Estoril
| Partido                 | Partido                        | Votos  | %               | +/-  |
| ----------------------- | ------------------------------ | ------ | --------------- | ---- |
|                         | PSD-CDS                        | 11 993 | 51,39 / 100,00  | 1,16 |
|                         | PS-PAN-L                       | 4 204  | 18,02 / 100,00  | -    |
|                         | CHEGA                          | 2 320  | 9,94 / 100,00   | Novo |
|                         | Iniciativa Liberal             | 1 563  | 6,70 / 100,00   | Novo |
|                         | Coligação Democrática Unitária | 1 121  | 4,80 / 100,00   | 1,43 |
|                         | Bloco de Esquerda              | 938    | 4,02 / 100,00   | 1,30 |
|                         | NC-PPM                         | 542    | 2,32 / 100,00   | Novo |
| Votos Inválidos         | Votos Inválidos                | 655    | 2,80 / 100,00   | 1,50 |
| Total                   | Total                          | 23 336 | 100,00 / 100,00 |      |
| Eleitorado/Participação | Eleitorado/Participação        | 55 142 | 42,32 / 100,00  | 1,31 |

#### São Domingos de Rana
| Partido                 | Partido                        | Votos  | %               | +/-  |
| ----------------------- | ------------------------------ | ------ | --------------- | ---- |
|                         | PSD-CDS                        | 9 746  | 43,15 / 100,00  | 7,55 |
|                         | PS-PAN-L                       | 6 123  | 27,11 / 100,00  | -    |
|                         | Coligação Democrática Unitária | 1 773  | 7,85 / 100,00   | 2,68 |
|                         | CHEGA                          | 1 664  | 7,37 / 100,00   | Novo |
|                         | Bloco de Esquerda              | 1 206  | 5,34 / 100,00   | 1,85 |
|                         | Iniciativa Liberal             | 771    | 3,41 / 100,00   | Novo |
|                         | NC-PPM                         | 408    | 1,81 / 100,00   | Novo |
| Votos Inválidos         | Votos Inválidos                | 896    | 3,96 / 100,00   | 1,53 |
| Total                   | Total                          | 22 587 | 100,00 / 100,00 |      |
| Eleitorado/Participação | Eleitorado/Participação        | 49 384 | 45,74 / 100,00  | 1,59 |

### Juntas de Freguesia

#### Alcabideche
| Partido                 | Partido                        | Votos  | %               | +/-  | Mandatos | +/-     |
| ----------------------- | ------------------------------ | ------ | --------------- | ---- | -------- | ------- |
|                         | PSD-CDS                        | 7 729  | 51,07 / 100,00  | 6,71 | 12 / 19  | 2       |
|                         | PS-PAN-L                       | 3 437  | 22,71 / 100,00  | -    | 5 / 19   | -       |
|                         | CHEGA                          | 1 230  | 8,13 / 100,00   | Novo | 1 / 19   | Novo    |
|                         | Coligação Democrática Unitária | 810    | 5,35 / 100,00   | 2,93 | 1 / 19   | Estável |
|                         | Iniciativa Liberal             | 551    | 3,64 / 100,00   | Novo | 0 / 19   | Novo    |
|                         | Bloco de Esquerda              | 538    | 3,55 / 100,00   | 2,44 | 0 / 19   | 1       |
|                         | NC-PPM                         | 337    | 2,23 / 100,00   | Novo | 0 / 19   | Novo    |
| Votos Inválidos         | Votos Inválidos                | 503    | 3,33 / 100,00   | 1,21 |          |         |
| Total                   | Total                          | 15 135 | 100,00 / 100,00 |      | 19 / 19  |         |
| Eleitorado/Participação | Eleitorado/Participação        | 35 796 | 42,28 / 100,00  | 0,80 |          |         |

#### Carcavelos e Parede
| Partido                 | Partido                        | Votos  | %               | +/-  | Mandatos | +/-     |
| ----------------------- | ------------------------------ | ------ | --------------- | ---- | -------- | ------- |
|                         | PSD-CDS                        | 8 201  | 43,62 / 100,00  | 2,78 | 9 / 19   | Estável |
|                         | PS-PAN-L                       | 5 037  | 26,79 / 100,00  | -    | 6 / 19   | -       |
|                         | Coligação Democrática Unitária | 1 301  | 6,92 / 100,00   | 2,09 | 1 / 19   | 1       |
|                         | CHEGA                          | 1 300  | 6,91 / 100,00   | Novo | 1 / 19   | Novo    |
|                         | Iniciativa Liberal             | 1 194  | 6,35 / 100,00   | Novo | 1 / 19   | Novo    |
|                         | Bloco de Esquerda              | 1 041  | 5,54 / 100,00   | 3,08 | 1 / 19   | Estável |
| Votos Inválidos         | Votos Inválidos                | 726    | 3,87 / 100,00   | 2,48 |          |         |
| Total                   | Total                          | 18 800 | 100,00 / 100,00 |      | 19 / 19  |         |
| Eleitorado/Participação | Eleitorado/Participação        | 38 915 | 48,31 / 100,00  | 1,03 |          |         |

#### Cascais e Estoril
| Partido                 | Partido                        | Votos  | %               | +/-  | Mandatos | +/-     |
| ----------------------- | ------------------------------ | ------ | --------------- | ---- | -------- | ------- |
|                         | PSD-CDS                        | 12 066 | 51,69 / 100,00  | 2,64 | 13 / 21  | Estável |
|                         | PS-PAN-L                       | 4 214  | 18,05 / 100,00  | -    | 4 / 21   | -       |
|                         | CHEGA                          | 2 253  | 9,65 / 100,00   | Novo | 2 / 21   | Novo    |
|                         | Iniciativa Liberal             | 1 620  | 6,94 / 100,00   | Novo | 1 / 21   | Novo    |
|                         | Coligação Democrática Unitária | 1 079  | 4,62 / 100,00   | 2,09 | 1 / 21   | Estável |
|                         | Bloco de Esquerda              | 894    | 3,83 / 100,00   | 2,56 | 0 / 21   | 1       |
|                         | NC-PPM                         | 549    | 2,35 / 100,00   | Novo | 0 / 21   | Novo    |
| Votos Inválidos         | Votos Inválidos                | 670    | 2,87 / 100,00   | 2,14 |          |         |
| Total                   | Total                          | 23 345 | 100,00 / 100,00 |      | 21 / 21  |         |
| Eleitorado/Participação | Eleitorado/Participação        | 55 142 | 42,34 / 100,00  | 1,33 |          |         |

#### São Domingos de Rana
| Partido                 | Partido                        | Votos  | %               | +/-  | Mandatos | +/-     |
| ----------------------- | ------------------------------ | ------ | --------------- | ---- | -------- | ------- |
|                         | PSD-CDS                        | 9 291  | 41,14 / 100,00  | 6,70 | 10 / 21  | 1       |
|                         | PS-PAN-L                       | 7 264  | 32,17 / 100,00  | -    | 8 / 21   | -       |
|                         | Coligação Democrática Unitária | 1 807  | 8,00 / 100,00   | 2,11 | 1 / 21   | 1       |
|                         | CHEGA                          | 1 586  | 7,02 / 100,00   | Novo | 1 / 21   | Novo    |
|                         | Bloco de Esquerda              | 1 074  | 4,76 / 100,00   | 2,79 | 1 / 21   | Estável |
|                         | Iniciativa Liberal             | 690    | 3,06 / 100,00   | Novo | 0 / 21   | Novo    |
| Votos Inválidos         | Votos Inválidos                | 871    | 3,85 / 100,00   | 2,15 |          |         |
| Total                   | Total                          | 22 583 | 100,00 / 100,00 |      | 21 / 21  |         |
| Eleitorado/Participação | Eleitorado/Participação        | 49 384 | 45,73 / 100,00  | 1,58 |          |         |

| Freguesia            | 2017-2021 | 2017-2021          | 2017-2021      | 2021-2025 | 2021-2025 | 2021-2025      |
| -------------------- | --------- | ------------------ | -------------- | --------- | --------- | -------------- |
| Alcabideche          |           | PSD-CDS            | 44,36 / 100,00 |           | PSD-CDS   | 51,07 / 100,00 |
| Carcavelos e Parede  |           | PSD-CDS            | 40,84 / 100,00 |           | PSD-CDS   | 43,62 / 100,00 |
| Cascais e Estoril    |           | PSD-CDS            | 54,33 / 100,00 |           | PSD-CDS   | 51,69 / 100,00 |
| São Domingos de Rana |           | Partido Socialista | 38,11 / 100,00 |           | PSD-CDS   | 41,14 / 100,00 |